# Karl Möbius
Karl August Möbius (Eilenburg, 7 de febrero de 1825-Berlín, 26 de abril de 1908) fue un zoólogo, ecólogo y algólogo alemán, pionero en el campo de la ecología y director del Museo de Historia Natural de Berlín.

## Biografía
Möbius nació en Eilenburg, Sajonia. A los cuatro años asistió a la escuela primaria en la Bergschule Eilenburg, y a los doce años fue enviado por su padre a formarse como maestro. En 1844 aprobó los exámenes con honores y comenzó a trabajar como maestro en Seesen, en el borde noroeste de la cordillera del Harz. En 1849, y animado por Alexander von Humboldt , comenzó a estudiar ciencias naturales y filosofía en el Museo de Historia Natural de Berlín . Después de graduarse, enseñó desde 1853 hasta 1868 zoología , botánica , mineralogía , geografía , física y química en la Gelehrtenschule des Johanneums en Hamburgo.

## Trayectoria
En 1863 abre el primer acuario público germano de agua salada, en Hamburgo. En 1868, poco después de aprobar su examen de doctorado en la Universidad de Halle, fue nombrado catedrático de zoología en la Universidad de Kiel y director del Museo Zoológico. Los animales marinos estaban entre sus principales intereses de investigación y su primer trabajo completo sobre la fauna del Kieler Bucht ya enfatizaba los aspectos ecológicos (Die Fauna der Kieler Bucht, coescrito por Heinrich Adolph Meyer, y publicado en dos volúmenes en 1865 y 1872, respectivamente).
Entre 1868 y 1870, el Ministerio de Agricultura de Prusia encargó a Möbius que investigara los bancos de ostras de la bahía de Kiel. En aquella época, las ostras se extraían de los bancos naturales y se vendían a precios muy elevados a las clases altas. Cuando se construyó el ferrocarril y surgieron más oportunidades de exportación, la demanda de ostras creció astronómicamente. A su vez, el Ministerio encargó a Möbius que explorara el potencial de explotación de los bancos de ostras. Las investigaciones de Möbius dieron lugar a dos publicaciones fundamentales: Über Austern- und Miesmuschelzucht und Hebung derselben an der norddeutschen Küste (1870, en español: Sobre el cultivo de ostras y mejillones azules en las zonas costeras del norte de Alemania ) y Die Auster und die Austernwirtschaft (en español: Ostras y cultivo de ostras ), en las que concluyó que el cultivo de ostras no era una opción realista para el norte de Alemania. Más importante aún, fue el primero en describir en detalle las interacciones entre los diferentes organismos en el ecosistema del banco de ostras, acuñando el término "biocenosis" (1877). Este sigue siendo un término clave en sinecología (ecología de comunidades). También diferenció las especies acuáticas estenotermas y euritermas. Ambos conceptos se refieren a la sensibilidad que presenta un organismo sobre la temperatura, siendo el primero sensible y el segundo poco sensible.
En 1888, Möbius se convirtió en director de las Colecciones Zoológicas del Museo de Historia Natural de Berlín y profesor de Zoología Sistemática y Geográfica en la Universidad Kaiser Wilhelm de Berlín, donde enseñó hasta que se jubiló en 1905 a la edad de 80 años.
A lo largo de su carrera, Möbius apoyó instituciones educativas como el Urania de Berlín y los esfuerzos para difundir el conocimiento sobre las ciencias naturales.
Entre sus alumnos se encontraban Friedrich Junge y Friedrich Dahl.

## Algunas publicaciones
- Über Austern- und Miesmuschelzucht und Hebung derselben an der norddeutschen Küste (1870, Las ostras y su cosecha en áreas costeras de norte de Alemania)

- Die Auster und die Austernwirtschaft (Las ostras y su cosecha)

- Zum Biozönose-Begriff. Die Auster und die Austernwirtschaft. Mit Einleitungen und Anmerkungen von Günther Leps und Thomas Potthast, Frankfurt a. M.: Verl. H. Deutsch, 2ª ed. 2006, ISBN 978-3-8171-3406-9

- con Heinrich Adolph Meyer. Die Fauna der Kieler Bucht. Vol. I: Die Hinterkiemer oder Opisthobranchia. (1865) Vol. II: Die Prosobranchia und Lamellibranchia. (1872) con litografías coloreadas a mano

- Die Bildung, Geltung und Bezeichnung der Artbegriffe und ihr Verhältnis zur Abstammungslehre. 1886. In: Zoologische Jahrbücher, Zeitschrift für Systematik, Biologie und Geographie der Thiere 1, 241–274

## Honores

### Eponimia
- (Rubiaceae) Corynanthe mobiusii W.Brandt[4]

- (Rubiaceae) Pseudocinchona mobiusii A.Chev.[5]

## Abreviatura (zoología)
La abreviatura Möbius  se emplea para indicar a Karl Möbius como autoridad en la descripción y taxonomía en zoología.

## Literatura
- Günther Leps. 1977. Karl August Möbius (1825–1908). In: Werner Plesse und Dieter Rux: Biographien bedeutender Biologen: eine Sammlung von Biographien. Berlín: Volk und Wissen VEB
- Engelbert Schramm (ed.) 1984. Ökologie-Lesebuch: ausgewählte Texte zur Entwicklung ökologischen Denkens von Beginn der Neuzeit bis zum Club of Rome (1971). Frankfurt a. M. S. Fischer, ISBN 3-596-24064-6
- Herbert Weidner. 1994. Die Anfänge meeresbiologischer und ökologischer Forschung in Hamburg durch Karl Möbius (1825–1908) und Heinrich Adolph Meyer (1822–1889). In: Historisch-meereskundliches Jahrbuch 2: 69–84, ISSN 0943-5697
- Lynn K. Nyhart. 1998. Civic and economic zoology in nineteenth century Germany. The “living communities” of Karl Mobius. Isis 89: 605–630, ISSN 0021-1753
- Matthias Glaubrecht. 2008. Karl August Möbius: Von Lebensgemeinschaften zur Artenvielfalt. Naturwissenschaftliche Rundschau 61 (5): 230 – 236 ISSN 0028-1050
- Christoph Kockerbeck. 2008. Der Zoologe Karl August Möbius (1825 - 1908) und die ästhetische Erforschung der Tierwelt. Naturwissenschaftliche Rundschau 61 (10): 510 – 515 ISSN 0028-1050